# Francisco Gormaz
Francisco Javier Gormaz Arteaga (Olmué, Región de Valparaíso, 15 de mayo de 1982) es un actor y músico chileno. 

## Biografía
Francisco Gormaz realizó sus estudios en la Escuela La Mancha, de donde egresó en 2003. Desde entonces se ha especializado en llevar el teatro a la calle. Posteriormente, realizó un curso de guion.
En 2008 debutó en televisión como parte del elenco de Don Amor, telenovela de Canal 13 filmada en Puerto Rico en donde interpretó a Román. Más tarde, participó en Cuenta conmigo (2009) y Feroz (2010), ambas de Canal 13, y en las series Cumpleaños de TVN y 12 días que estremecieron a Chile de Chilevisión.
Fue guionista del sketch de Las iluminadas del programa de televisión Morandé con compañía. Al año siguiente, protagonizó la miniserie de época Cobre: poder y pasión (2012) de Mega, junto a Cristián Riquelme y Celine Reymond.
En 2017 obtuvo un papel de reparto en el drama Dime quién fue (2017) de Televisión Nacional de Chile.
En 2019 protagoniza la telenovela Gemelas de Chilevisión, junto a Paloma Moreno y Carolina Varleta.

## Filmografía
| Año  | Película  | Papel |
| ---- | --------- | ----- |
| 2010 | Humanimal | León  |

## Televisión
| Año  | Título               | Papel                  | Notas           |
| ---- | -------------------- | ---------------------- | --------------- |
| 2008 | Don Amor             | Román Carnevalli       |                 |
| 2009 | Cuenta conmigo       | Cristóbal Sarmiento    |                 |
| 2010 | Feroz                | Ignacio Irarrázaval    |                 |
| 2011 | Decibel 110          | Francisco Ortúzar      | Papel principal |
| 2014 | Chipe libre          | Amaro Bustamante       | 16 episodios    |
| 2015 | Eres mi tesoro       | Maximiliano Valdivieso | ¿? episodios    |
| 2017 | Dime quién fue       | Javier Lyon            |                 |
| 2019 | Gemelas              | Vicente Espinoza       | Papel principal |
| 2023 | Dime con quién andas | Santiago Acuña         | 2 episodios     |
| 2025 | El jardín de Olivia  | Clemente Walker        | Papel Principal |

| Año  | Título                          | Papel            | Notas           |
| ---- | ------------------------------- | ---------------- | --------------- |
| 2010 | Cumpleaños                      | Félix Villa      | 8 episodios     |
| 2011 | 12 días que estremecieron Chile | Matías           | 1 episodio      |
| 2012 | Cobre: Poder y pasión           | Manuel Serrano   | Papel principal |
| 2014 | La canción de tu vida           | Gonzalo          | 1 episodio      |
| 2014 | Roommates                       | Aventura de Sara | 1 episodio      |
| 2017 | Lo que callamos las mujeres     | Boris            | 2 episodios     |

## Teatro
- El mago de OZ
- La pérgola de las flores
- Closer
- Los 39 escalones